# Soldug
Soldug (Drosera) er en planteslægt, der er udbredt i alle verdensdele (undtagen Antarktis). Det er rosetdannende stauder med langstilkede blade og små blomster, der sidder yderst på særlige skud. Her nævnes kun de arter, der er vildtvoksende i Danmark.
| Arter |

- Langbladet soldug (Drosera anglica)
- Liden soldug (Drosera intermedia)
- Rundbladet soldug (Drosera rotundifolia)